# Vesmír (časopis)
Vesmír je nejdéle vycházející český měsíčník popularizující výsledky aktuálního výzkumu (zejména přírodovědného) a informující o dění ve světě vědy. Jeho redakční radu tvoří přední čeští vědci a propagátoři vědy.

## Motto
| „                               | … Nevylučujem z programu svého žádný odbor vědy přírodní, byť laikovi sebe obtížnějším a nepřístupnějším býti se zdál; přední snahou naší bude podávati pokud možno nejširší rozhled do nejnovějších pokroků přísných věd spůsobem populárním, každému pochopitelným, zajímavým a poučným. … | “ |
| — vydavatelstvo časopisu Vesmír | |   |

## Historie
Časopis založil student medicíny Václav F. Kumpošt. První číslo vyšlo v Praze 3. května 1871. Václav F. Kumpošt zpočátku vydával časopis sám, byť s potížemi. Později však musel od tohoto scénáře ustoupit kvůli zhoršujícímu se zdravotnímu stavu. Postupně ztratil nad časopisem kontrolu a 26. února 1874 zemřel na tuberkulózu. Vesmír však nezanikl a později se propracoval mezi nejuznávanější vědu popularizující časopisy v českých zemích. Časopis si zachoval slušné renomé a dobré jméno dokonce i během komunistického režimu a je považován za „vlajkovou loď“ scény popularizující českou vědu.
První číslo Vesmíru mělo 12 stran a obsahovalo 5 článků a několik krátkých aktualit. Cena ročního předplatného byla stanovena na 4 zlaté a 80 krejcarů. Za podobný obnos se v té době dala koupit mladá jalovice. Hned ve třetím čísle se Václav Kumpošt zavazoval, že "Vesmír bude vycházet o jednom neb půldruhém archu každý pátek o 3. hodině odpolední". První obrázky se ve Vesmíru objevily v říjnu 1871 a pravidelnou součástí časopisu byly od druhého ročníku. Kumpoštovými spoluautory a redaktory Vesmíru se v prvních dvou letech stali František Nekut a Čeněk Kotal. 15. července 1872 převzal vydávání listu Antonín Frič. První fotografii přinesl Vesmír v lednu 1886.
Roku 1907 přestal Vesmír vycházet a jeho vydávání bylo obnoveno na popud Aloise Rašína roku 1923. Ujal se ho Bohumil Němec. První číslo (od něhož se počíná i současné číslování) mělo 24 stran. Některé pasáže v úvodníku se nápadně podobaly slovům Kumpoštovým z roku 1871: "Časopisem Vesmír chceme dáti nejširším vrstvám čtoucího obecenstva československého do rukou pramen všestranného, spolehlivého poučení o přírodních vědách a jejich užití v denním životě, v technice, zemědělství, lékařství a národním hospodářství […]". Krom úvodních slov přineslo první číslo 3 velké články, množství kratších zpráv a recenzí knih. Bylo vyzdobeno pěti černobílými fotografiemi.
Od roku 1923 pracovala v redakci také jedna z nejvýznačnějších postav historie Vesmíru – Dr. Otakar Matoušek. Nejprve jako sekretář, později jako redaktor a od roku 1945 jako vedoucí redaktor a vydavatel, tedy de facto majitel. Vesmír vycházel i po celou válku, ačkoli mnoho jiných časopisů zaniklo nebo přerušilo svoji činnost. V říjnu 1946 časopis dostal nový vzhled díky moderní obálce.
Otakar Matoušek vydával Vesmír do roku 1950. V redakci se dochovala korektura únorového čísla, v níž je vložena Matouškova poznámka: "V únoru 1950 jsem byl povolán na ministerstvo školství. Byla mi tam předložena zlomená korektura únorového čísla […] přímo odchycená z mé pošty v Ústavu pro obecnou přírodovědu […]. Bylo mi ozřejmeno, že je nepřípustná 1) velká fotografie k 100. výročí narození T. G. Masaryka, 2) původní článek Boh. Němce, 3) i znění jeho článku k půlstoletí vědy XX. století. Původně mi bylo sděleno, že jde o výtky spíše formální, ale Vesmír mi byl odňat s okamžitou platností i s redakčními materiály a mými penězi." Masarykova fotka nakonec v únorovém čísle vyšla. Byla však opravdu menší, a hlavně doprovázená textem Miroslava Holuba, který odsoudil Masarykovy myšlenky a dílo jako zastaralé a zpátečnické.
Otakar Matoušek se přestal podílet na přípravě Vesmíru a časopis přešel pod vedení nové redakce a redakční rady, kterou řídil prof. Radim Kettner. Výkonným redaktorem se stal Miroslav Holub. Roku 1951 vyšel jen zkrácený ročník a od roku následujícího přešel Vesmír na cyklus kalendářního roku. Dostal novou, "luxusnější" podobu; zvětšil se formát (A4) i počet stran (32), zkvalitnil papír, obálka byla na křídě a uvnitř každého čísla byla příloha s fotografiemi. V témže roce (1952) přišla i první barevná obálka a první barevné přílohy.
Od osmého čísla roku 1963 se redaktorem Vesmíru stal Bohumil Bílek. V témže roce začal grafickou podobu časopisu řídit malíř a grafik Milan Albich, který s Vesmírem spolupracoval až do konce roku 2000. V 70. a 80. letech byl jedním z kvalitních, prakticky téměř apolitických časopisů. Po celou dobu normalizace si Vesmír udržel svůj vysoký standard a byl jakousi oázou vzdělanosti mezi československými časopisy. Od ledna 1985 Vesmír zdvojnásobil svůj rozsah na 60 stran v každém čísle.
V březnu 1990 odešel na odpočinek prof. MUDr. Prokop Málek a na místo šéfredaktora nastoupil Ing. Ivan M. Havel, Ph.D. Zaměření časopisu se rozšířilo o opomíjené oblasti vědy. Jak kdesi řekl prof. Bedřich Velický: "…není nás [vědců] dost, abychom si mohli dovolit navzájem bojovat". V osmém čísle roku 1990 se také zrodila nová rubrika, kterou vedl Dr. Jiří Fiala a která představovala české a slovenské výtvarníky a jejich dílo. Začátkem devadesátých let musela redakce čelit pokusům o zastavení Vesmíru. Proto vzniklo nakladatelství Vesmír, v němž Vesmír vychází od roku 1994. Zářijový Vesmír roku 2002 je již 1700. časopisem toho jména. Roku 2021 oslavil časopis 150. výročí svého vzniku.
V roce 2020 se stal novým šéfredaktorem Vesmíru Ondřej Vrtiška.

## Kritika
Český klub skeptiků Sisyfos udělil v roce 2007 redakci časopisu Vesmíru zlatý Bludný balvan v kategorii družstev za „mimořádně zdařilou propagaci nevědeckého myšlení na stránkách tohoto prestižního přírodovědeckého časopisu“.

## Redakční rada
Složení redakce v roce 2023:
- Ondřej Vrtiška, šéfredaktor
- Ivan Boháček, redaktor, jednatel Vesmír, s. r. o.
- Stanislav Vaněk, jednatel Vesmír, s. r. o.
- Eva Bobůrková, redaktorka
- Zora Göthová, redaktorka
- Pavel Hošek, redaktor
- Marek Janáč, redaktor

Složení redakční rady v roce 2023:
- prof. MUDr. Michal Anděl, medicína
- Mgr. Ivan Boháček, fyzika
- RNDr. Václav Cílek, geologie
- prof. RNDr. Jan Černý, biologie
- doc. MUDr. Fedor Čiampor, DrSc., virologie
- RNDr. Pavel Duda, Ph.D., biologie
- Mgr. Matyáš Fendrych, Ph.D., rostlinná fyziologie
- doc. RNDr. Vladimír Ferák, molekulární biologie
- RNDr. Martin Ferus, Ph.D., chemie
- prof. RNDr. Jaroslav Flegr, parazitologie, taxonomie
- Dr. et RNDr. Daniel Frynta, Ph.D., biologie
- Mgr. Anna Fučíková, Ph.D., fyzika
- RNDr. Emil Ginter, DrSc., racionální výživa
- RNDr. Jan Havlík, Ph.D., chemie
- prof. RNDr. Ivan Horáček, CSc., zoologie
- prof. MUDr. Cyril Höschl, DrSc., psychiatrie
- Ing. František Houdek, vědní publicistika
- Ing. Marek Hudík, Ph.D., ekonomie
- doc. MUDr. Přemysl Jiruška, neurofyziologie
- Mgr. Jan Kolář, botanika
- prof. RNDr. Roman Kotecký, DrSc., fyzika
- prof. RNDr. Oldřich Lapčík, CSc., biochemie
- doc. Marie Lipoldová, CSc., molekulární biologie
- prof. MUDr. Ladislav Machala, Ph.D., medicína
- prof. RNDr. Jan Palouš, DrSc., astronomie
- prof. RNDr. Jaroslav Petr, biologie
- doc. Mgr. Petr Pokorný, Ph.D., paleoekologie
- RNDr. Jan Robovský, Ph.D., biologie
- Mgr. Cyril Říha, Ph.D., architektura
- RNDr. Jiří Sádlo, botanika
- prof. RNDr. et Bc. Petr Slavíček, Ph. D., fyzikální chemie
- prof. RNDr. David Storch, Ph.D., ekologie
- prof. RNDr. Zuzana Storchová, Ph.D., molekulární biologie
- RNDr. Petr Šíma, DrSc., imunologie, embryologie
- prof. Ing. Ondřej Šráček, DrSc., geochemie, geologie
- Mgr. Jan Toman, Ph.D., biologie
- MUDr. Jan Trnka, Ph.D., medicína
- Mgr. Jan Turek, Ph.D., archeologie
- Mgr. Marek Vácha, Ph.D., etika
- RNDr. Stanislav Vaněk, biologie
- prof. RNDr. Bedřich Velický, CSc., fyzika
- prof. Ing. Štefan Vilček, CSc., molekulární biologie
- prof. RNDr. František Vyskočil, DrSc., fyziologie
- RNDr. Vladimír Wagner, Ph.D., fyzika
- RNDr. Petr Zouhar, Ph.D., fyziologie
- prof. RNDr. Jan Zrzavý, biologie

V minulosti byly členy redakční rady mimo jiné tyto osobnosti:
- prof. RNDr. Ivo T. Budil, antropologie
- doc. PhDr. Václav Břicháček
- doc. RNDr. a Dr. rer. nat Fatima Cvrčková
- doc. RNDr. Jiří Fiala, matematika, logika
- RNDr. Jiří Grygar
- doc. Ing. Ivan M. Havel, CSc., Ph.D.
- MUDr. Miroslav Holub
- RNDr. Petr Horáček
- prof. Ing. Petr Jirounek, CSc., neurofyziologie
- RNDr. Igor Kapišinský, CSc., astronomie
- prof. RNDr. Milan Mareš, teorie informace, kognitivní vědy (30. 5. 1943 – 25. 7. 2011)
- doc. RNDr. Anton Markoš, CSc.
- PhDr. Veronika Maxová, publicistika
- prof. RNDr. Ladislav Miklós, DrSc., ekologie
- prof. Ing. Jiří Niederle, DrSc., fyzika
- prof. RNDr. Zdeněk Neubauer, CSc.
- prof. RNDr. Václav Pačes, DrSc.
- Ing. Ivo Proks, DrSc., chemie (16. 6. 1926 – 21. 10. 2011)
- prof. MUDr. Vratislav Schreiber, DrSc., medicína
- doc. Ing. Zdeněk Vašků, CSc., životní prostředí, zemědělství
- Mgr. Antonín Vítek, CSc., kosmonautika
- Ing. Josef Vavroušek, CSc.
- a další.